# 井野智
井野 智（いの さとる、1937年（昭和12年）2月21日 - ）は、日本の工学者。工学博士（北海道大学）。専門は構造工学。北海道大学名誉教授・元北海道情報大学学長。北海道美唄市出身。

## 略歴
- 1960年（昭和35年） - 北海道大学工学部卒業。
- 1967年（昭和42年） - 同大学院工学研究科修了後、同工学部助手
- 1967年（昭和42年） - 同工学部講師
- 1968年（昭和43年） - 同工学部助教授
- 1971年（昭和46年） - 同工学部教授
- 2000年（平成12年） - 北海道大学定年退官。同名誉教授。北海道情報大学情報メディア学部教授[3]
- 2005年（平成17年） - 北海道情報大学5代学長
- 2007年（平成19年） - 北海道情報大学学長退任

## 著書
- 井畑孝夫・内山武司・川田孝之・杉野目章・長島弘・早坂洋史と共著『基準課程図学』（共立出版、1988年）